# 아르누완다 1세
아르누완다 1세는 히타이트 제국의 왕(제위 기원전 1400~1360)이었다.
| 전임 투드할리야 1세 | 제2대 히타이트 제국 왕 기원전 1400- 기원전 1360 | 후임 투드할리야 2세 |

## 같이 보기
- 마두와타